# Sokhbetli
Sokhbetli är en ort i Azerbajdzjan.   Den ligger i distriktet Şabran Rayonu, i den nordöstra delen av landet, 140 km nordväst om huvudstaden Baku. Sokhbetli ligger 60 meter över havet och antalet invånare är 355.
Terrängen runt Sokhbetli är huvudsakligen platt, men åt sydväst är den kuperad. Närmaste större samhälle är Xaçmaz, 12,1 km norr om Sokhbetli.
Trakten runt Sokhbetli består till största delen av jordbruksmark. Runt Sokhbetli är det ganska tätbefolkat, med 70 invånare per kvadratkilometer.